# Municipio de Courtland (Míchigan)
El municipio de Courtland (en inglés: Courtland Township) es un municipio ubicado en el condado de Kent en el estado estadounidense de Míchigan. En el año 2010 tenía una población de 7678 habitantes y una densidad poblacional de 82,41 personas por km².

## Geografía
El municipio de Courtland se encuentra ubicado en las coordenadas 43°10′7″N 85°29′9″O / 43.16861, -85.48583. Según la Oficina del Censo de los Estados Unidos, el municipio tiene una superficie total de 93.17 km², de la cual 89.87 km² corresponden a tierra firme y (3.54%) 3.3 km² es agua.

## Demografía
Según el censo de 2010, había 7678 personas residiendo en el municipio de Courtland. La densidad de población era de 82,41 hab./km². De los 7678 habitantes, el municipio de Courtland estaba compuesto por el 96.7% blancos, el 0.29% eran afroamericanos, el 0.3% eran amerindios, el 1.05% eran asiáticos, el 0.01% eran isleños del Pacífico, el 0.52% eran de otras razas y el 1.12% pertenecían a dos o más razas. Del total de la población el 1.62% eran hispanos o latinos de cualquier raza.